# Myslitel (Jaromír Gargulák)
Myslitel je bronzová plastika v nadživotní velikosti, jejímž autorem je Jaromír Gargulák (nar. 1958). Plastika je umístěna na ulici 17. listopadu před Novou aulou na VŠB – Technická univerzitě Ostrava v Ostravě-Porubě v Moravskoslezském kraji.

## Popis a historie díla
Dílo vzniklo v roce 2006 a je spojeno se stavbou Nové auly VŠB – Technické univerzity Ostrava, kde je instalováno v exteriéru na trávníku na terenním zlomu před vchodem a je součástí veřejně přístupných sbírek Univerzitního muzea VŠB – Technické univerzity Ostrava. Podle autorova sdělení byla zadavatelem díla brněnská sekce mezinárodní firmy OHL ŽS.
Plastiku lze popsat jako abstraktní a nápadně odhmotnělou úzkou mužskou postavu, nebo snad hmyzí tělo, s velkým důrazem na končetiny a hlavu. Lukovitě skrčená postava sedí na kouli. Pod koulí se nachází krátký válcový krček napojený na kotvící plintus, které jsou pevnou součástí díla. Do jisté míry lze plastiku přirovnat k bronzovému dílu Myslitel od známého francouzského sochaře Augusta Rodina. Autor sochu také nazývá Vetřelec, čož evokuje také možnost jiného pochopení díla. Mezi lidmi je dílo je také známé jako Vetřelec na kouli či Vetřelec na zeměkouli.